# Juan Marrero Pérez
Juan Marrero Pérez, noto come Hilario (Las Palmas, 8 dicembre 1905 – 14 febbraio 1989), è stato un calciatore spagnolo, di ruolo attaccante.

## Palmarès

### Giocatore

#### Competizioni nazionali
- Campionato spagnolo: 2

Madrid CF: 1931-1932, 1932-1933
- Coppa di Spagna: 2

Madrid CF: 1934, 1936